# منات تركمانستاني
منات تركماني (بالتركمانيّة: Türkmen manady تُركمين مانادي) العملة الرسميّة لتركمانستان رمزها (TMT أو m) يصدرها مصرف تركمانستان المركزي، المنات تركمانيستاني الواحد مقسّم لمئة تيني (بالتركمانيّة: teňňe) ، أصدر أول مرة في تشرين الثاني عام 1993 لتحل مكان الروبيل السوفياتيّ.

## الأوراق النقدية

### السلسلة الأولى (1993—2009)
| الصورة | القيمة      | الأبعاد        | اللون الأساسي | الوصف                                                          | الوصف                      | تاريخ الإصدار  |
| الصورة | القيمة      | الأبعاد        | اللون الأساسي | الوجه                                                          | الظهر                      | تاريخ الإصدار  |
| ------ | ----------- | -------------- | ------------- | -------------------------------------------------------------- | -------------------------- | -------------- |
|        | 1 منات      | 120 x 60 ملم   | برتقالي وأحمر | أكاديمية العلوم في تركمانستان                                  | ضريح إيلارسلين ياديغارليجي | 1993           |
|        | 5 منات      | 125 x 62.5 ملم | أزرق          | معهد أوكيو للفنون التطبيقية                                    | ضريح أبو سعيدي             | 1993           |
|        | 10 منات     | 133 x 66 ملم   | بني           | مبنى بناء علاقات تركمانستان، الرئيس صفرمراد نيازوف (1940–2006) | ضريح تيكسين                | 1993           |
|        | 20 منات     | 139 x 69 ملم   | أزرق وأبيض    | المكتبة الوطنية، الرئيس صفرمراد نيازوف                         | ضريح اسنابابا              | 1993 1995      |
|        | 50 منات     | 144 x 72 ملم   | برتقالي وبني  | نصب الشرف السوفياتي، الرئيس صفرمراد نيازوف                     | مسجد                       | 1993 1995      |
|        | 100 منات    | 150 x 75 ملم   | أزرق وبرتقالي | الرئيس كوشجي (قصر الرئيس)، الرئيس صفرمراد نيازوف               | ضريح السلطان سنجاريتش      | 1993 1995      |
|        | 500 منات    | 156 x 78 ملم   | أحمر وبنفسجي  | المسرح الوطني، الرئيس صفرمراد نيازوف                           | ضريح توريبيغ هانيميو       | 1993 1995      |
|        | 1،000 منات  | 156 x 78 ملم   | أخضر وأحمر    | الرئيس كوشجي (قصر الرئيس)، الرئيس صفرمراد نيازوف               | شعار تركمانستان            | 1995           |
|        | 5،000 منات  | 156 x 78 ملم   | بنفسجي        | الرئيس كوشجي (قصر الرئيس)، الرئيس صفرمراد نيازوف               | شعار تركمانستان            | 1996           |
|        | 10،000 منات | 156 x 78 ملم   | أزرق وبني     | الرئيس كوشجي (قصر الرئيس)، الرئيس صفرمراد نيازوف               | شعار تركمانستان            | 1996 1999 2000 |
|        | 10،000 منات | 156 x 78 ملم   | أزرق وبني     | قصر تركمنباشي (القصر الرئيس)، الرئيس صفرمراد نيازوف            | مسجد صابر مراد الحاج       | 1998 1999      |
|        | 10،000 منات | 156 x 78 ملم   | أزرق وبني     | قصر تركمنباشي (القصر الرئيس)، الرئيس صفرمراد نيازوف            | نصب الحياد، قصر الروحية    | 2000           |
|        | 10،000 منات | 156 x 78 ملم   | بني فاتح      | قصر تركمنباشي (القصر الرئيس)، الرئيس صفرمراد نيازوف            | نصب الاستقلال              | 2003 2005      |

### السلسلة الأولى (الإصدار الثاني)
| الصورة | القيمة     | الأبعاد      | اللون الأساسي | الوصف                 | الوصف              | تاريخ الإصدار |
| الوجه  | القيمة     | الأبعاد      | اللون الأساسي | الوجه                 | الظهر              | تاريخ الإصدار |
| ------ | ---------- | ------------ | ------------- | --------------------- | ------------------ | ------------- |
|        | 50 منات    | 156 x 78 ملم | بنفسجي        | الرئيس صفرمراد نيازوف | حصان ذهبي          | 2005          |
|        | 100 منات   | 156 x 78 ملم | أحمر          | الرئيس صفرمراد نيازوف | مبنى البنك المركزي | 2005          |
|        | 500 منات   | 156 x 78 ملم | بني           | الرئيس صفرمراد نيازوف | مجوهرات            | 2005          |
|        | 1،000 منات | 156 x 78 ملم | أخضر          | الرئيس صفرمراد نيازوف | قصر تركمنباشي      | 2005          |
|        | 5،000 منات | 156 x 78 ملم | أزرق          | الرئيس صفرمراد نيازوف | قصر تركمنباشي      | 2005          |

### السلسلة الثانية
| الصورة                                 | الصورة | القيمة   | الأبعاد      | اللون الأساسي | الوصف                                                                                             | الوصف                                                    | تاريخ   | تاريخ        |
| الوجه                                  | الظهر  | القيمة   | الأبعاد      | اللون الأساسي | الوجه                                                                                             | الظهر                                                    | الإصدار | الطباعة      |
| -------------------------------------- | ------ | -------- | ------------ | ------------- | ------------------------------------------------------------------------------------------------- | -------------------------------------------------------- | ------- | ------------ |
|                                        |        | 1 مانت   | 120 x 60 ملم | أخضر فاتح     | شعار تركمانستان، طغرل بك                                                                          | مركز تركمانستان الثقافي                                  | 2012    | 1 يناير 2009 |
|                                        |        | 1 مانت   | 120 x 60 ملم | أخضر فاتح     | شعار تركمانستان، طغرل بك، شعار دورة الألعاب الآسيوية للفنون الداخلية وفنون القتال الخامسة         | مطار عشق آباد الدولي وقمر تركمان ألم/موناكو سات ‏ الصناعي | 2017    | 1 يناير 2017 |
|                                        |        | 5 منات   | 126 x 63 ملم | بني           | شعار تركمانستان، أحمد سنجر                                                                        | نصب الاستقلال، نصب الحياد                                | 2012    | 1 يناير 2009 |
|                                        |        | 5 منات   | 126 x 63 ملم | بني           | شعار تركمانستان، أحمد سنجر، شعار دورة الألعاب الآسيوية للفنون الداخلية وفنون القتال الخامسة       | مجمع عشق آباد الرياضي، قطار عشق آباد                     | 2017    | 1 يناير 2017 |
|                                        |        | 10 منات  | 132 x 66 ملم | أحمر          | شعار تركمانستان، مقدومقلي فراغي                                                                   | مبنى البنك المركزي التركمانستاني                         | 2012    | 1 يناير 2009 |
|                                        |        | 10 منات  | 132 x 66 ملم | أحمر          | شعار تركمانستان، مقدومقلي فراغي، شعار دورة الألعاب الآسيوية للفنون الداخلية وفنون القتال الخامسة  | صالة الملاكمة الرياضية                                   | 2017    | 1 يناير 2017 |
|                                        |        | 20 منات  | 138 x 69 ملم | بنفسجي        | شعار تركمانستان، كوروغلو                                                                          | قصر الروحية                                              | 2012    | 1 يناير 2009 |
|                                        |        | 20 منات  | 138 x 69 ملم | بنفسجي        | شعار تركمانستان، كوروغلو، شعار دورة الألعاب الآسيوية للفنون الداخلية وفنون القتال الخامسة         | مجمع الألعاب الرياضية                                    | 2017    | 1 يناير 2017 |
|                                        |        | 50 منات  | 144 x 72 ملم | أزرق سماوي    | شعار تركمانستان، كتاب دده قورقوت                                                                  | برلمان تركمنستان                                         | 2009    | 1 يناير 2009 |
|                                        |        | 50 منات  | 144 x 72 ملم | أزرق سماوي    | شعار تركمانستان، كتاب دده قورقوت، شعار دورة الألعاب الآسيوية للفنون الداخلية وفنون القتال الخامسة | مجمع ألعاب القوى الجديد                                  | 2017    | 1 يناير 2017 |
|                                        |        | 100 منات | 150 x 75 ملم | أزرق          | شعار تركمانستان، اوغوز خان                                                                        | قصر أوغوزان الرئاسي                                      | 2014    | 1 يناير 2009 |
|                                        |        | 100 منات | 150 x 75 ملم | أزرق          | شعار تركمانستان، اوغوز خان، شعار دورة الألعاب الآسيوية للفنون الداخلية وفنون القتال الخامسة       | ملعب عشق آباد الأولمبي                                   | 2017    | 1 يناير 2017 |
|                                        |        | 500 منات | 156 x 78 ملم | ذهبي          | شعار تركمانستان، صفرمراد نيازوف                                                                   | مسجد تركمانباشي روحي                                     | 2009    | TBA          |
| هذه الصور بمقياس 0.7 بيكسل كل ميليمتر. |        |          |              |               |                                                                                                   |                                                          |         |              |